# Kim Mi-seon
Kim Mi-seon (* 20. Februar 1987) ist eine südkoreanische Biathletin.
Kim Mi-seon vom Verein Pyeongchang County betreibt Biathlon seit 1999 und wird von Yongseon Shin trainiert. Die Athletin aus Gangwon-do lief ihre ersten internationalen Rennen 2005 im Rahmen des Biathlon-Europacups in Obertilliach und wurde 48. des Einzels. Ihr erstes Rennen im Biathlon-Weltcup bestritt sie 2007 im Rahmen eines Staffelrennens in Oberhof, in dem die südkoreanische Staffel auf den 16. Platz lief. Erstes Einzelrennen der Südkoreanerin wurde ein Sprint in Pyeongchang, von dem sie jedoch wie zwei ihrer Mannschaftskameradinnen nachträglich disqualifiziert wurde. Bis zu den Biathlon-Weltmeisterschaften 2009 von Pyeongchang folgten nur Weltcup-Einsätze ausschließlich in Staffelrennen, darunter 2009 in Ruhpolding, wo sie mit ihrer Staffel 15. wurde. Bei der WM wurde Kim in drei Rennen eingesetzt und wurde 93. des Sprints, 90. des Einzels und gemeinsam mit Mun Ji-hee, Jo In-hee und Kyoung-Mi Chu 17. mit der Staffel.

## Weltcupstatistik
Die Tabelle zeigt alle Platzierungen (je nach Austragungsjahr einschließlich Olympische Spiele und Weltmeisterschaften).
- 1.–3. Platz: Anzahl der Podiumsplatzierungen
- Top 10: Anzahl der Platzierungen unter den ersten zehn (einschließlich Podium)
- Punkteränge: Anzahl der Platzierungen innerhalb der Punkteränge (einschließlich Podium und Top 10)
- Starts: Anzahl gelaufener Rennen in der jeweiligen Disziplin

| Platzierung                      | Einzel | Sprint | Verfolgung | Massenstart | Staffel | Gesamt |
| -------------------------------- | ------ | ------ | ---------- | ----------- | ------- | ------ |
| 1. Platz                         |        |        |            |             |         |        |
| 2. Platz                         |        |        |            |             |         |        |
| 3. Platz                         |        |        |            |             |         |        |
| Top 10                           |        |        |            |             |         |        |
| Punkteränge                      |        |        |            |             | 8       | 8      |
| Starts                           | 4      | 8      |            |             | 8       | 20     |
| Stand: nach der Saison 2009/2010 |        |        |            |             |         |        |